# Szefostwo Administracji Armii
Szefostwo Administracji Armii – pion Ministerstwa Spraw Wojskowych w II Rzeczypospolitej.

## Historia
Szefostwo Administracji powołane zostało dekretem z 7 stycznia 1921. W jego skład weszły wszystkie departamenty MSWojsk.
Rozkazem ministra spraw wojskowych z 10 sierpnia 1921 ostatecznie uregulowano zasady organizacji naczelnych władz wojskowych na stopie pokojowej. Szef Administracji stał się doradcą prawnym ministra w sprawach cywilnych i wiążących się z ustawodawstwem wojskowym. W imieniu ministra miał on prawo wydawać rozkazy regulujące codzienne życie armii w okresie pokoju.
Jedną z pierwszych decyzji marszałka Józefa Piłsudskiego po przewrocie majowym była reorganizacja naczelnych władz wojskowych. W Ministerstwie Spraw Wojskowych utworzono stanowiska dwóch wiceministrów spraw wojskowych. Pierwszy wiceminister został też szefem Administracji Armii.
Szef Administracji Armii odpowiadał za koordynację całokształtu zaopatrzenia wojska i jego materiałowe zabezpieczenie. Nadzór sprawowały poszczególne departamenty. Zgodnie z Zakresem działania osób funkcyjnych z sierpnia 1935 szef Administracji
Armii zastępował ministra w kierowaniu wszystkimi działaniami administracji rzeczowej wojska i był odpowiedzialny przed nim za całokształt gospodarki finansowej i rzeczowej wojska oraz za fachowe wyszkolenie służb. Podlegali mu również w zakresie administrowania szefowie departamentów i dowódcy broni przynależni I wiceministrowi.

## Struktura organizacyjna szefostwa
Organizacja szefostwa w 1926 podległego I wiceministrowi
- Departament VI Budownictwa
- Departament IX Sprawiedliwości
- Departament VIII Sanitarny
- Departament V Inżynierii
- Departament VII Intendentury
- Departament X Przemysłu Wojennego
- Organem pracy pierwszego wiceministra ustanowiono Biuro Ogólno-Administracyjne

Organizacja szefostwa w 1936 podległego II wiceministrowi
- Biuro Administracji Armii[b]
- Biuro Budżetowe
- Biuro Przemysłu Wojennego
- Departament Budownictwa
- Departament Sprawiedliwości
- Departament Uzbrojenia
- Departament Zdrowia

## Szefowie Administracji Armii
- gen. dyw. Józef Czikel (do 10 IX 1922)
- gen. dyw. Aleksander Osiński (5 IX 1922 – 1924)
- gen. dyw. Stefan Majewski (4 VI 1924 – 14 XII 1925)
- gen. dyw. Daniel Konarzewski (14 XII 1925 – 2 VI 1931)
- gen. dyw. dr Felicjan Sławoj Składkowski (23 VI 1931 – V 1936)
- gen. bryg. inż. Aleksander Litwinowicz (14 VII 1936 – IX 1939)

## Obsada personalna Gabinetu II wiceministra i szefa Administracji Armii

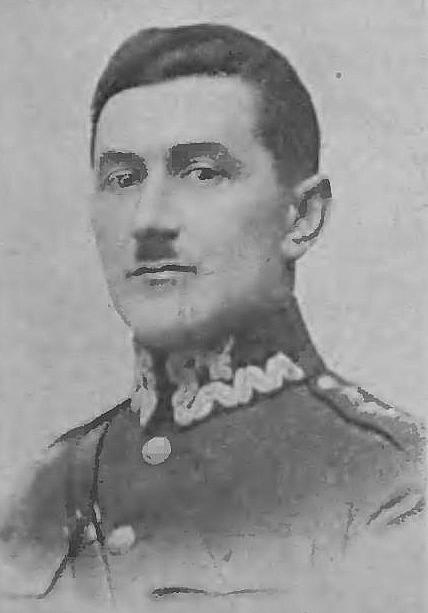
kpt. adm. (piech.) Zygmunt Piotr Nowakiewicz

Obsada personalna Gabinetu II wiceministra i szefa Administracji Armii w marcu 1939
- II wiceminister i szef Administracji Armii – gen. bryg. inż. Aleksander Litwinowicz
- zastępca II wiceministra – gen. bryg. Mieczysław Maciejowski
- adiutant II wiceministra – kpt. adm. (piech.) Zygmunt Piotr Nowakiewicz[c]
- oficer sztabowy do zleceń II wiceministra – mjr uzbr. Marian Idzik[d]
- szef Misji Zakupów Uzbrojenia – ppłk uzbr. Zygmunt Łojko[e]
- w dyspozycji II wiceministra – płk dypl. piech. inż. Zygmunt Dzwonkowski